# UPA (estúdio de animação)
A United Productions of America, mais conhecida como UPA, era um estúdio de animação americano ativo entre as décadas de 1940 e 1970. Começando com os filmes industriais e de treinamento da Segunda Guerra Mundial, a UPA produziu curtas destinados ao cinema para a Columbia Pictures, como a série Mr. Magoo. Em 1956, a UPA produziu uma série de televisão para a CBS, The Boing-Boing Show, apresentada por Gerald McBoing Boing. Na década de 1960, a UPA produziu séries de televisão como Sr. Magoo e Dick Tracy e outras séries e especiais, incluindo Christmas Carol do Mister Magoo. A UPA também produziu dois filmes animados, 1001 Arabian Nights e Gay Purr-ee, e distribuiu filmes japoneses dos Toho Studios nas décadas de 1970 e 1980. Gerald McBoing-Boing (2005–2007) foi uma série de televisão mais recente, baseada no personagem memorável da UPA, licenciada e coproduzida por Cookie Jar Entertainment e Classic Media, da Cartoon Network. Uma série televisiva franco-americana de Mr. Magoo, outro dos personagens memoráveis da UPA, foi anunciada pela Xilam como sua primeira colaboração com a DreamWorks Animation, e está programada para estrear na França 3 na França e no Universal Kids.
O catálogo da UPA foi posteriormente adquirida pela Universal Pictures, após a aquisição bem-sucedida da DreamWorks Animation.

## História

### Origens
A UPA foi fundada após a greve dos animadores da Disney em 1941, que resultou no êxodo de vários funcionários da Walt Disney. Entre eles estava John Hubley, um artista de layout que estava descontente com o estilo ultra-realista de animação que a Disney estava utilizando. Junto com vários de seus colegas, Hubley acreditava que a animação não precisava ser uma imitação minuciosamente realista da vida real; eles sentiram que o meio de animação havia sido restringido pelos esforços para descrever a realidade cinematográfica. O desenho animado de Chuck Jones, de 1942, The Dover Boys havia demonstrado que a animação podia experimentar livremente o design, a profundidade e a perspectiva dos personagens para criar uma visão artística estilizada apropriada ao assunto. Hubley, Bobe Cannon e outros membros da UPA procuraram produzir filmes de animação com liberdade suficiente para expressar ideias de design consideradas radicais por outros estúdios estabelecidos. 
Em 1943, Zack Schwartz, David Hilberman e Stephen Bosustow formaram um estúdio chamado primeiro Industrial Film and Poster Service (mais tarde conhecido como United Productions of America), onde estavam livres para aplicar suas novas técnicas na animação cinematográfica. Encontrando trabalho (e renda) no então crescente campo de trabalho em tempo de guerra para o governo, o pequeno estúdio produziu um desenho animado patrocinado pelos United Auto Workers (UAW) em 1944. Hell-Bent for Election foi dirigido por Chuck Jones e produzido para a campanha de reeleição de FDR. O filme foi um sucesso e levou a outra missão do UAW, Brotherhood of Man (1945). O filme, dirigido por Bobe Cannon, defendia a tolerância de todas as pessoas. O curta foi inovador não apenas em sua mensagem, mas em seu design muito plano e estilizado, desafiando completamente a abordagem da Disney. Com seu status recém-encontrado, o estúdio renomeou-se UPA Pictures (UPA).
Inicialmente, a UPA contratou o governo dos Estados Unidos para produzir sua produção de animação, mas os contratos do governo começaram a evaporar quando o FBI começou a investigar as atividades comunistas em Hollywood no final da década de 1940. Nenhuma acusação formal foi apresentada contra ninguém na UPA no início do McCarthismo, mas os contratos do governo foram perdidos quando Washington cortou seus laços com Hollywood.

### Columbia Pictures e sucesso
A UPA entrou no campo de desenhos cinematográficos para se sustentar e ganhou um contrato com a Columbia Pictures. A Columbia havia sido historicamente também uma concorrente no campo de curtas animadas, e não estava satisfeita com a produção de seu estúdio de desenho animado Screen Gems. Os animadores da UPA aplicaram seus conceitos estilísticos e narrativas aos personagens de Columbia, The Fox and the Crow, com os curtas Robin Hoodlum (1948) e The Magic Fluke (1949), ambos dirigidos por Hubley. Ambos foram indicados ao Oscar, e a Columbia concedeu ao estúdio permissão para criar seus próprios novos personagens. A UPA respondeu, não com outro "animal engraçado", mas com uma estrela que era um personagem humano, um homem velho míope. O Urso Ragtime (1949), a primeira aparição de Magoo, foi um sucesso de bilheteria, e a estrela da UPA subiu rapidamente quando a década de 1950 começou.
Com um estilo de desenho único e escasso que contrastava muito com outros desenhos de sua época, sem mencionar a novidade de um personagem humano em um campo cheio de gatos, ratos e coelhos falantes, a série Mr. Magoo ganhou elogios pela UPA. Dois cartuns de Magoo ganharam o Oscar de Melhor Curta-Metragem (Cartoons): When Magoo Flew (1954) e Magoo's Puddle Jumper (1956).
A UPA marcou outro sucesso com Gerald McBoing Boing (1950), com base em um registro do Dr. Seuss. Gerald McBoing Boing ganhou o UPA do Oscar em 1951; Os cartuns da UPA receberiam um total de quinze indicações ao Oscar entre 1949 e 1959. Em dezembro de 1950, a UPA anunciou planos para um longa-metragem baseado no trabalho do cartunista e humorista James Thurber. O filme foi para combinar ação ao vivo e animação e foi provisoriamente intitulado Homens, Mulheres e Cães, mas nunca foi concluído. (Apenas uma das peças de Thurber destinadas a esse recurso, The Unicorn in the Garden, acabou sendo lançada como um curta). Curtas como The Tell-Tale Heart e Rooty Toot Toot apresentavam designs impressionantes e sofisticados, diferentes dos oferecidos pelos estúdios concorrentes. O "estilo UPA" começou a influenciar mudanças significativas nos outros grandes estúdios de animação, incluindo Warner Bros., MGM, Famous Studios e até Disney, inaugurando uma nova era de experimentação em animação.

### Voltando à televisão
Em 1955, Steve Bosustow garantiu um contrato da CBS para a UPA para produzir uma série de televisão (The Boing-Boing Show, também conhecido como Gerald McBoing Boing Show) que estreou em dezembro de 1956. Supervisionada por Bobe Cannon, esta produção ofereceu uma variedade de estilos e trouxe novos talentos ao estúdio, como Ernest Pintoff, Fred Crippen, Jimmy Murakami, Richard Williams, George Dunning, Mel Leven, Aurelius Battaglia e John Whitney, entre outros. outras. No entanto, o público não adotou o experimento da UPA em entretenimento televisivo; como resultado, o show desapareceu em 1958. Além disso, quando os grandes estúdios de Hollywood começaram a cortar e fechar suas divisões de curtas-metragens no final dos anos 1950 e início dos anos 1960, a UPA estava em dificuldades financeiras, e Steve Bosustow vendeu o estúdio a um produtor chamado Henry G. Saperstein. Saperstein voltou o foco da UPA para a televisão para sustentar o estúdio. A UPA adaptou Magoo para a televisão e produziu outra série baseada na história em quadrinhos Dick Tracy. A UPA foi forçada a produzir desenhos animados em uma quantidade muito maior do que o estúdio havia feito em lançamentos de cinema ou mesmo na série de televisão CBS. No entanto, apesar disso, a qualidade estava definhando e a reputação da UPA como inovadora artística desapareceu.
O estilo de animação limitada da UPA foi adotado por outros estúdios de animação, especialmente por estúdios de televisão como Hanna-Barbera Productions. No entanto, esse procedimento foi geralmente implementado como uma medida de redução de custos e não como uma escolha artística que a UPA originalmente pretendia. Uma infinidade de desenhos animados baratos e de baixo orçamento nos próximos vinte anos reduziu efetivamente a animação televisiva a uma mercadoria, popularizando parcialmente a noção de animação como sendo feita apenas para crianças, em vez de um meio para qualquer faixa etária (com exceção de programas como The Flintstones) e notoriamente contrariando o objetivo original da UPA de expandir os limites da animação e criar um novo estilo para o meio.
Um momento brilhante da era televisiva da UPA ocorreu com Christmas Carol (1962), de Magoo, que inspirou o formato do próximo empreendimento televisivo de Magoo, a série de 1964 The Famous Adventures of Mr. Magoo. Christmas Carol captura o espírito do livro de Charles Dickens em 1843 e é considerado um clássico do feriado, ao lado de A Charlie Brown Christmas e How the Grinch Stole Christmas!.
A UPA produziu apenas dois longas em seu cargo: um longa de 1959, estrelado por Magoo, intitulado 1001 Arabian Nights, dirigido pelo ex-animador da Disney Jack Kinney; e Gay Purr-ee em 1962, escrito por Chuck Jones e sua esposa Dorothy e dirigido por um amigo de Jones, Abe Levitow.

### Abandonando a animação e os Toho Studios
Saperstein manteve a UPA à tona nos anos 1960 e além, abandonando completamente a produção de animação depois que o estúdio de animação foi fechado permanentemente em 1970 e vendeu a biblioteca de desenhos animados da UPA, embora o estúdio tenha mantido as licenças e direitos autorais de Magoo, Gerald McBoing-Boing e outros personagens da UPA. Isso levou à contratação da UPA com o estúdio DePatie-Freleng Enterprises para produzir uma nova série animada chamada What's New Mr. Magoo? em setembro de 1977.
A Columbia Pictures manteve a propriedade dos desenhos para cinema da UPA. A biblioteca de desenhos animados para TV do estúdio foi licenciada pela Classic Media em Nova York e, em 2007, foi incorporada à Entertainment Rights em Londres.
Em 1970, Saperstein levou a UPA a um contrato com a Toho Studios do Japão para distribuir seus filmes de "monstro gigante" (veja kaiju e tokusatsu) nos Estados Unidos. Os lançamentos no cinema, e especialmente a distribuição televisiva, dos filmes de monstros Toho criaram um novo mercado de filmes cult para filmes japoneses de monstros, e os pacotes de longa duração de distribuição de filmes para televisão, como o Creature Double Feature, expuseram os monstros do cinema Toho ao público jovem  americano, que os abraçou e os ajudou a manter sua popularidade nas décadas de 1970 e 1980.
Quando Toho começou a produzir uma nova geração de filmes de monstros no final dos anos 80, começando com Godzilla 1985, a UPA capitalizou seu contrato com o Toho e ajudou a introduzir os novos recursos de kaiju no mundo ocidental.
Por causa de sua longa associação com a Toho, a UPA é mais conhecida hoje pelos fãs de filmes cult como distribuidora americana da Toho, em vez de pioneira em desenhos animados, mas o legado da UPA é um capítulo importante na história da animação americana. A UPA continua a licenciar a biblioteca americana de filmes de Godzilla, ainda hoje. O contrato da UPA com Toho também resultou em Saperstein produzindo o primeiro longa-metragem de Woody Allen, What's Up Tiger Lily?.
Henry Saperstein morreu em 1998. Em 2000, o UPA foi vendida pela família Saperstein à Classic Media. Em 23 de julho de 2012, a DreamWorks Animation comprou a Classic Media por US $ 155 milhões e, como resultado, a UPA agora pertence à DreamWorks Animation, que seria adquirida pela NBCUniversal em 2016. Embora a DreamWorks Animation (e mais tarde a Universal Studios) agora possua os direitos auxiliares da maior parte da biblioteca da UPA, a própria UPA (com a DreamWorks Animation / Universal) continua detendo os direitos de licença do Sr. Magoo e Saperstein foi produtor executivo do live-action da Disney, Mr. Magoo, de 1997, que foi malsucedido.

## Legado
O legado da UPA Pictures na história da animação foi em grande parte ofuscado pelo sucesso comercial e pela disponibilidade das bibliotecas de cartum da Warner Bros., MGM e Disney. No entanto, a UPA teve um impacto significativo no estilo, no conteúdo e na técnica da animação, e suas inovações foram reconhecidas e adotadas por outros grandes estúdios de animação e cineastas independentes em todo o mundo, pois a UPA foi pioneira na técnica de animação limitada. Embora esse estilo de animação tenha sido amplamente utilizado nas décadas de 1960 e 1970 como uma medida de corte de custos, ele foi originalmente concebido como uma alternativa estilística à tendência crescente (particularmente na Disney) de recriar o realismo cinematográfico em filmes de animação.